# Kiunga
Kiunga je rod sladkovodních paprskoploutvých ryb z čeledi duhounkovití (Pseudomugilidae). Rod zahrnuje dva druhy, oba pocházející z Papuy Nové Guiney. V češtině se pro rod Kiunga používá nejednoznačné jméno duhounek společné pro všechny tři rody čeledi duhounkovití.

## Taxonomie
Typovým druhem rodu Kiunga je Kiunga ballochi Allen, 1983. Celkem rod zahrnuje dva druhy:
- Kiunga ballochi Allen, 1983 – duhounek Ballochův
- Kiunga bleheri Allen, 2004 – duhounek Bleherův